# Омбонвиј
Омбонвиј (фр. Ambonville) насеље је и општина у североисточној Француској у региону Шампањ-Арден, у департману Горња Марна која припада префектури Сен Дизје.
По подацима из 2011. године у општини је живело 74 становника, а густина насељености је износила 5,11 становника/km². Општина се простире на површини од 14,47 km². Налази се на средњој надморској висини од 265 метара.

## Демографија
| 1962. | 1968. | 1975. | 1982. | 1990. | 1999. | 2011. |
| ----- | ----- | ----- | ----- | ----- | ----- | ----- |
| 114   | 130   | 110   | 91    | 81    | 78    | 74    |

График промене броја становника у току последњих година